# Regeringen Roman I
Regeringen Roman I var Rumäniens regering mellan 26 december 1989 och 28 juni 1990. Regeringen bildades som en övergångsregering efter Rumänska revolutionen och leddes av premiärministern Petre Roman som även var ledare för Nationella räddningsfronten (FSN). Den efterträddes av Regeringen Roman II.

## Ministrar[1]
| Bild | Titel                                              | Namn                         | Parti | Parti     | Tillträdde       | Avgick           |  |
| ---- | -------------------------------------------------- | ---------------------------- | ----- | --------- | ---------------- | ---------------- |  |
|      | Premiärminister                                    | Petre Roman                  |       | FSN       | 26 december 1989 | 28 juni 1990     |  |
|      | Vice premiärminister                               | Gelu Voican Voiculescu       |       | FSN       | 26 december 1989 | 28 juni 1990     |  |
|      | Vice premiärminister                               | Mihai Drăgănescu             |       | FSN       | 26 december 1989 | 28 juni 1990     |  |
|      | Vice premiärminister                               | Ion Aurel Stoica             |       | FSN       | 26 december 1989 | 28 juni 1990     |  |
|      | Vice premiärminister                               | Anton Vătășescu              |       | FSN       | 26 december 1989 | 28 juni 1990     |  |
|      | Justitieminister                                   | Teofil Pop                   |       | FSN       | 26 december 1989 | 28 juni 1990     |  |
|      | Försvarsminister                                   | Niculae Militaru             |       | oberoende | 26 december 1989 | 16 februari 1990 |  |
|      | Försvarsminister                                   | Victor Atanasie Stănculescu  |       | oberoende | 16 februari 1990 | 14 juni 1990     |  |
|      | Kulturminister                                     | Andrei Pleșu                 |       | oberoende | 26 december 1989 | 28 juni 1990     |  |
|      | Jordbruks- och livsmedelsindustriminister          | Nicolae Ștefan               |       | FSN       | 26 december 1989 | 28 juni 1990     |  |
|      | Utrikesminister                                    | Sergiu Celac                 |       | oberoende | 26 december 1989 | 28 juni 1990     |  |
|      | Inrikesminister                                    | Mihai Chițac                 |       | FSN       | 26 december 1989 | 14 juni 1990     |  |
|      | Inrikesminister                                    | Doru Viorel Ursu             |       | FSN       | 14 juni 1990     | 28 juni 1990     |  |
|      | Utbildningsminister                                | Mihai Șora                   |       | oberoende | 26 december 1989 | 28 juni 1990     |  |
|      | Miljöminister                                      | Simion Hâncu                 |       | FSN       | 26 december 1989 | 28 juni 1990     |  |
|      | Byggnationsminister                                | Alexandru Dimitriu           |       | FSN       | 26 december 1989 | 28 juni 1990     |  |
|      | Arbetsmarknadsminister                             | Mihnea Marmeliuc             |       | FSN       | 26 december 1989 | 28 juni 1990     |  |
|      | Transportminister                                  | Corneliu Burada              |       | FSN       | 26 december 1989 | 28 juni 1990     |  |
|      | Hälsominister                                      | Dan Enăchescu                |       | FSN       | 8 januari 1990   | 28 juni 1990     |  |
|      | Post- och telekommunikationsminister               | Stelian Pintilie             |       | oberoende | 2 januari 1990   | 28 juni 1990     |  |
|      | Ekonomiminister                                    | Victor Athanasie Stănculescu |       | oberoende | 28 december 1989 | 16 februari 1990 |  |
|      | Elenergiminister                                   | Adrian Georgescu             |       | FSN       | 26 december 1989 | 28 juni 1990     |  |
|      | Kemi- och petrokemiindustriminister                | Gheorghe Caranfil            |       | FSN       | 28 december 1989 | 28 juni 1990     |  |
|      | Elektroteknik-, elektronik- och informatikminister | Anton Vătășescu              |       | FSN       | 28 december 1989 | 28 juni 1990     |  |
|      | Oljeminister                                       | Victor Murea                 |       | FSN       | 29 december 1989 | 28 juni 1990     |  |
|      | Metallurgiindustriminister                         | Ioan Cheșa                   |       | FSN       | 29 december 1989 | 28 juni 1990     |  |
|      | Lättindustriminister                               | Constantin Popescu           |       | FSN       | 29 december 1989 | 28 juni 1990     |  |
|      | Maskinindustriminister                             | Ioan Aurel Stoica            |       | FSN       | 30 december 1989 | 28 mars 1990     |  |
|      | Geologiminister                                    | Ioan Folea                   |       | FSN       | 2 januari 1990   | 28 juni 1990     |  |
|      | Gruvminister                                       | Nicolae Dicu                 |       | FSN       | 2 januari 1990   | 28 juni 1990     |  |
|      | Träindustriminister                                | Ion Râmbu                    |       | FSN       | 14 januari 1990  | 28 juni 1990     |  |
|      | Utrikeshandelsminister                             | Nicolae M. Nicolae           |       | FSN       | 2 januari 1990   | 28 juni 1990     |  |
|      | Turismminister                                     | Mihai Lupoi                  |       | FSN       | 14 januari 1990  | 17 februari 1990 |  |
|      | Religionsminister                                  | Nicolae Stoicescu            |       | FSN       | 18 januari 1990  | 28 juni 1990     |  |
|      | Idrottsminister                                    | Mircea Angelescu             |       | FSN       | 30 december 1989 | 28 juni 1990     |  |